# 코샬린군

서포모제주 지도에 표시된 코샬린군의 위치

코샬린군(폴란드어: powiat koszaliński)은 폴란드 서포모제주에 위치한 군으로 면적은 1,669.09km2, 인구는 64,087명(2006년 기준), 인구 밀도는 38명/km2이다. 군청 소재지는 코샬린이지만 코샬린군에 속하지 않고 별도의 도시군으로 존재한다.
동쪽으로는 스와브노군, 포모제주 스웁스크군, 비투프군, 남쪽으로는 슈체치네크군, 비아워가르트군, 서쪽으로는 코워브제크군, 북쪽으로는 발트해와 접한다. 8개 지방 자치체(3개 도시형 농촌, 5개 농촌)를 관할한다.

군기
군 문장